# Його Блаженство
Його Блаженство, Блаженніший (грец. Ή Αυτού Θειοτάτη Μακαριότης) — титул у православній і деяких східнокатолицьких церквах, засвоюваний предстоятелям деяких помісних церков. У грецькому вживанні — всіх автокефальних церков, але виключаючи Константинопольського патріарха.
Предстоятель Грузинської православної церкви має титул «Його Святість і Блаженство» (повний титул: «Католикос-Патріарх всієї Грузії, Архієпископ Мцхетському і Тбіліський і митрополит Бичвинтский і Цхум-Абхазетский Святіший і Блаженніший»).
Предстоятель Православної церкви України (ПЦУ) Митрополит Київський і всієї України владика Епіфаній носить титул «Його Блаженство».
Предстоятель Української православної церкви московський патріархату (МП) до 2018 року носив титул «Блаженніший», хоча і не був предстоятелем автокефальної церкви, а тільки автономної (повний титул: «Блаженніший Митрополит Київський і всієї України»).
Голова Української Греко-Католицької Церкви Верховний Архієпископ Києво-Галицький Святослав (Шевчук) носить титул  «Блаженніший» або «Його Блаженішість» 